# Samidae
Samidae is een familie van sponsdieren uit de klasse van de Demospongiae (gewone sponzen). 

## Geslacht
- Samus Gray, 1867